# Rintje Ritsma
Robert Rintje Ritsma (* 13. April 1970 in Lemmer) ist ein ehemaliger niederländischer Eisschnellläufer. Mit vier Titeln bei den Mehrkampfweltmeisterschaften gehört er zu den erfolgreichsten Eisschnellläufern der Geschichte.

## Werdegang
Ritsma gewann 1995 in Baselga di Pinè seinen ersten Titel bei den Mehrkampfweltmeisterschaften. 1996 in Inzell verteidigte er ihn. Weitere Titel folgten 1999 in Hamar und 2001 in Budapest. 1998 und 2003 gewann er die Silbermedaille und 1993, 1994 sowie 2000 die Bronzemedaille.
Bei der Einzelstreckenweltmeisterschaft 1997 gewann Ritsma Gold über 1500 und 5000 Meter sowie Silber über 10.000 Meter.
Außerdem wurde Ritsma sechsmal Mehrkampfeuropameister (1994, 1995, 1996, 1998, 1999 und 2000).
Bei Olympischen Spielen konnte er hingegen keine Titel erringen, dafür aber zwei Silbermedaillen und vier Bronzemedaillen.
Im Jahr 1999 erhielt Ritsma die Oscar Mathisen Memorial Trophy. Im September 2008 beendete er seine Karriere.
Ritsma führte den Adelskalender für 1125 Tage an.

## Persönliche Bestzeiten
| Strecke  | Zeit         | Datum             | Ort            |
| -------- | ------------ | ----------------- | -------------- |
| 500 m    | 35,90 s      | 20. Februar 1999  | Hamar          |
| 1000 m   | 1:10,19 min  | 20. Februar 1999  | Hamar          |
| 1500 m   | 1:45,86 min  | 19. Februar 2002  | Hamar          |
| 3000 m   | 3:49,29 min  | 11. März 2004     | Heerenveen     |
| 5000 m   | 6:20,26 min  | 19. November 2005 | Salt Lake City |
| 10.000 m | 13:28,19 min | 17. Februar 1998  | Hamar          |